# Howard Wendell
Pour les articles homonymes, voir Wendell.
Howard David Wendell est un acteur américain, né le 25 janvier 1908 à Johnstown (Pennsylvanie) et mort le 11 août 1975 à Oregon City (Oregon).

## Biographie
Entamant sa carrière d'acteur au théâtre, il joue notamment à Broadway (New York), où il débute en 1947 dans The Great Campaign d'Arnold Sundgaard (avec Millard Mitchell et Erik Rhodes). Suivent trois autres pièces et, pour sa dernière prestation à Broadway en 1951, la comédie musicale Make a Wish (en), sur une musique de Hugh Martin (en) (avec Nanette Fabray et Melville Cooper).
Au cinéma, il contribue à vingt-neuf films américains, depuis L'Affaire de Trinidad de Vincent Sherman (1952, avec Rita Hayworth et Glenn Ford) jusqu'à La Cane aux œufs d'or de Vincent McEveety (1971, avec Dean Jones et Sandy Duncan).
Entretemps, il tourne dans Règlement de comptes de Fritz Lang (1953, avec Glenn Ford et Gloria Grahame), Ne dites jamais adieu de Jerry Hopper (1956, avec Rock Hudson et Cornell Borchers) et Comment tuer votre femme de Richard Quine (1965, avec Jack Lemmon et Virna Lisi).
À la télévision, outre deux téléfilms (1966-1967), Howard Wendell apparaît dans quatre-vingt six séries dès 1949, dont Badge 714 (cinq épisodes, 1954-1957), la série-western Bonanza (cinq épisodes, 1960-1965), Batman (deux épisodes, 1966-1967) et Auto-patrouille (sa dernière série, un épisode, 1970).

## Théâtre à Broadway (intégrale)
(pièces, sauf mention contraire)
- 1947 : The Great Campaign d'Arnold Sundgaard, mise en scène de Joseph Losey : Avery
- 1950 : The Show Off de George Kelly : M. Gill
- 1950 : The Curious Savage de John Patrick, mise en scène de Peter Glenville : Samuel
- 1950-1951 : Arms and the Man de George Bernard Shaw : Nicola (remplacement)
- 1951 : Make a Wish, comédie musicale, musique et lyrics de Hugh Martin, livret de Preston Sturges, d'après la pièce La Fée (The Good Fairy) de Ferenc Molnár, chorégraphie de Gower Champion, décors et costumes de Raoul Pène Du Bois : le policier / le directeur des ventes / Marius Frigo (doublure)

## Filmographie

### Cinéma
- 1952 : L'Affaire de Trinidad de Vincent Sherman : Anderson
- 1952 : Toi pour moi : Oliver Wherry
- 1953 : Captain Scarface : Mr. Dilts
- 1953 : La Maîtresse de papa : John H. Harris
- 1953 : Les hommes préfèrent les blondes : Watson
- 1953 : Règlement de comptes : Police Commissioner Higgins
- 1954 : Athena : Mr. Grenville
- 1954 : Prince Vaillant : Morgan Todd
- 1954 : The Black Dakotas : Judge Horatio Baker
- 1955 : The Fighting Chance : Lucky Jim Morrison
- 1955 : Le Train du dernier retour (The View from Pompey's Head) de Philip Dunne : John Duncan
- 1955 : Wiretapper : Prison Chaplain
- 1956 : 24 Heures de terreur : Vanryzin
- 1956 : Ne dites jamais adieu : Harry
- 1956 : Au cœur de la tempête (Storm Center) : Sen. Bascomb
- 1958 : Mardi Gras : Howard Hansen (non crédité)
- 1959 : Le Poignard de bambou (en) : Dr. George Bradford
- 1959 : Les lâches meurent aussi (A Stranger in My Arms) de Helmut Käutner : membre du congrès
- 1959 : The Remarkable Mr. Pennypacker : Sexton (non crédité)
- 1959 : Train, Amour et Crustacés : Purchasing (non crédité)
- 1961 : King of the Roaring 20's: The Story of Arnold Rothstein : Mr. Simmons (non crédité)
- 1961 : Sail a Crooked Ship : Mr. Caldingham (non crédité)
- 1964 : Rivalités : Mr. Carruthers (non crédité)
- 1965 : Comment tuer votre femme : The Trial Judge
- 1965 : Le Kid de Cincinnati : Charlie (non crédité)
- 1965 : Mirage : Bar Patron (non crédité)
- 1965 : My Blood Runs Cold (en) de William Conrad : Mayor
- 1966 : Une rousse qui porte bonheur de Frederick de Cordova (non crédité)
- 1971 : La Cane aux œufs d'or de Vincent McEveety : Roger (non crédité)

### Télévision

#### Séries télévisées
- 1949 : Colgate Theatre
- 1949 : NBC Presents
- 1953-1955 : Cavalcade of America (en)
- 1954 : City Detective : Bidell
- 1954 : Public Defender : Doctor Gordon / Ben Forman
- 1954 : The Loretta Young Show : Mr. Morrison / Mr. Laugherty
- 1954-1955 : It's a Great Life (série) : Mr. Groover / Jonathan Cartwright
- 1954-1957 : Badge 714 : Jasper Biggs / Ralph Grismore / Geo. Comanches
- 1954-1958 : The George Burns and Gracie Allen Show (en) : Professor Ainsworth / Professor Tavelman / Mr. Martindale / ...
- 1955 : Adventures of the Falcon : Fred Miller
- 1955 : Damon Runyon Theater
- 1955 : Fireside Theatre
- 1955 : Rintintin : Jeremiah Wheeler
- 1955 : Stage 7 : Judge
- 1955 : Star Stage (en)
- 1955 : The Pepsi-Cola Playhouse
- 1955 : You Are There : Congressman John Adams / Jack / Commodore George Dewey / ...
- 1955-1956 : Front Row Center : Dr. Proctor / Ed Loomis
- 1955-1956 : Le Choix de... : 1st Senator / William Seward
- 1955-1956 : The 20th Century-Fox Hour : Mr. Hammond / Hotel Manager
- 1955-1957 : Schlitz Playhouse of Stars
- 1955-1957 : The Millionaire : C. F. Walters / Gilmore
- 1956 : Big Town
- 1956 : General Electric Theater
- 1956 : Navy Log (en) : Rear Admiral Porter
- 1956 : Telephone Time : Mr. Bromley / Dr. Mussey
- 1956 : The People's Choice : Senator Klauser
- 1956 : The Sheriff of Cochise : 1st Bar Patron / Edwin Hatrick
- 1956-1958 : The Life and Legend of Wyatt Earp : Henry Dart / Tarkey Granger / Mike Teague / ...
- 1957 : La Flèche brisée : Doctor
- 1957 : Lux Video Theatre (en) : Davis
- 1957 : Playhouse 90 : Mr. Hedrich / Senator Kreeger
- 1957 : The Adventures of Jim Bowie : Col. Elwood Scott
- 1957 : The George Sanders Mystery Theater
- 1957-1958 : Perry Mason : A. J. Randall / Judge Brian C. Purley
- 1957-1958 : Suspicion : Mr. Crane / L.M. Tucker
- 1958 : M Squad : Barrett
- 1958 : Mike Hammer : Dr. C. Mathew Dooling
- 1958 : Panic!
- 1958 : The Texan (en) : Doc Morton
- 1958-1960 : The Donna Reed Show : George Helser / George Heiser
- 1959 : Leave It to Beaver : Mr. Haller
- 1959 : Rescue 8 : Charlie Stratton / Stanton
- 1959 : The Ann Sothern Show : Edward
- 1959 : The George Burns Show : Mr. Daughter
- 1959 : The Restless Gun : Taylor
- 1959 : Zorro : Don Marcos Cotazar / Don Marcos
- 1960 : Angel : Mr. Blake
- 1960 : Dante : Doctor Wycoff
- 1960 : Rawhide : Porteous
- 1960 : The Deputy : Don Webb
- 1960 : The Tab Hunter Show : Uncle Hartley
- 1960 : U.S. Marshal : Henry Kramer
- 1960-1965 : Bonanza : Banker / Albright / Willis / ...
- 1960-1966 : The Adventures of Ozzie and Harriet : Judge / Judge Willoughby / Mr. F. W. Harris / ...
- 1961 : Bachelor Father : Arthur Daniels
- 1961 : La Grande Caravane : Father Allbright
- 1961 : Surfside 6 : Mr. Page
- 1961 : Tales of Wells Fargo : Marshal
- 1961 : Westinghouse Playhouse : Mr. Morgan
- 1961-1965 : Monsieur Ed, le cheval qui parle : Mr. Reeves / Dr. Fosdick, Sr.
- 1962 : 87th Precinct : Ben Lake
- 1962 : Disney Parade : Mayor
- 1962 : La route des rodéos : Doctor Stackerly
- 1962 : Pete and Gladys : Judge
- 1962-1963 : Alcoa Premiere (en) : Doctor / General Mooney
- 1962-1965 : Adèle : Malcolm P. Denton / Mr. Drake / Mr. Bowles
- 1962-1966 : The Dick Van Dyke Show : John Gerber / Ezra / Mr. Chambers / ...
- 1963 : Denis la petite peste : Senator Charles McDermott
- 1963 : Les Hommes volants : Sam Marks
- 1963 : The Jack Benny Program : Minister
- 1963 : The Red Skelton Hour : Preacher
- 1963-1964 : Gunsmoke : Judge / Judge Brooking
- 1963-1964 : Suspicion : Mr. Flagstone / The General Practitioner
- 1964 : The Bill Dana Show : Dr. Arthur Pinter
- 1964 : Wendy and Me : Albert Clark
- 1965 : Les arpents verts : Bennington
- 1965 : Les Monstres : John
- 1965 : Voyage au fond des mers : Dr. Andrew Benton
- 1965-1966 : Laredo : Winston / The Hotel Manager / Barcroft
- 1966 : Jinny de mes rêves : Senator
- 1966 : La Grande Vallée : Simon Blair
- 1966 : Max la menace : Judge
- 1966-1967 : Batman : Basil Bowman / Millionaire
- 1967 : Mr. Terrific : Mr. Thornton
- 1969-1970 : Mayberry R.F.D. : Harper / Lucius Fremont
- 1970 : Adam-12 : Carl Shumley

#### Téléfilms
- 1966 : Horatio Alger Jones
- 1967 : Ironside : Official in Newsreel (non crédité)